# جان متچفست
جان متچفست (انگلیسی: John Matchefts; ۱۸ ژوئن ۱۹۳۱ – ۱۰ نوامبر ۲۰۱۳) بازیکن هاکی روی یخ اهل ایالات متحده آمریکا بود.